# Honda Indy Grand Prix van Alabama 2022
De Honda Indy Grand Prix van Alabama 2022 was de vierde ronde van de IndyCar Series 2022. De race werd op 1 mei 2022 verreden in Birmingham, Alabama op het Barber Motorsports Park. De race duurde 90 ronden.

## Inschrijvingen
W = eerdere winnaar
R = rookie
| No.   | Coureur               | Team                                    | Motor     |
| ----- | --------------------- | --------------------------------------- | --------- |
| 2     | Josef Newgarden W     | Team Penske                             | Chevrolet |
| 3     | Scott McLaughlin      | Team Penske                             | Chevrolet |
| 4     | Dalton Kellett        | A. J. Foyt Enterprises                  | Chevrolet |
| 5     | Patricio O'Ward       | Arrow McLaren SP                        | Chevrolet |
| 06    | Hélio Castroneves W   | Meyer Shank Racing                      | Honda     |
| 7     | Felix Rosenqvist      | Arrow McLaren SP                        | Chevrolet |
| 8     | Marcus Ericsson       | Chip Ganassi Racing                     | Honda     |
| 9     | Scott Dixon           | Chip Ganassi Racing                     | Honda     |
| 10    | Álex Palou W          | Chip Ganassi Racing                     | Honda     |
| 11    | Tatiana Calderón R    | A. J. Foyt Enterprises                  | Chevrolet |
| 12    | Will Power W          | Team Penske                             | Chevrolet |
| 14    | Kyle Kirkwood R       | A. J. Foyt Enterprises                  | Chevrolet |
| 15    | Graham Rahal          | Rahal Letterman Lanigan Racing          | Honda     |
| 18    | David Malukas R       | Dale Coyne Racing with HMD Motorsports  | Honda     |
| 20    | Conor Daly            | Ed Carpenter Racing                     | Chevrolet |
| 21    | Rinus VeeKay          | Ed Carpenter Racing                     | Chevrolet |
| 26    | Colton Herta          | Andretti Autosport with Curb-Agajanian  | Honda     |
| 27    | Alexander Rossi       | Andretti Autosport                      | Honda     |
| 28    | Romain Grosjean       | Andretti Autosport                      | Honda     |
| 29    | Devlin DeFrancesco R  | Andretti Steinbrenner Autosport         | Honda     |
| 30    | Christian Lundgaard R | Rahal Letterman Lanigan Racing          | Honda     |
| 45    | Jack Harvey           | Rahal Letterman Lanigan Racing          | Honda     |
| 48    | Jimmie Johnson        | Chip Ganassi Racing                     | Honda     |
| 51    | Takuma Sato W         | Dale Coyne Racing with Rick Ware Racing | Honda     |
| 60    | Simon Pagenaud W      | Meyer Shank Racing                      | Honda     |
| 77    | Callum Ilott R        | Juncos Hollinger Racing                 | Chevrolet |
| Bron: |                       |                                         |           |

## Classificatie

### Trainingen

#### Training 1
Training 1 vond plaats om 16:00 ET op 29 april 2022.
| Pos.  | No. | Coureur         | Team                                   | Motor | Tijd       |
| ----- | --- | --------------- | -------------------------------------- | ----- | ---------- |
| 1     | 26  | Colton Herta    | Andretti Autosport with Curb-Agajanian | Honda | 01:06.5149 |
| 2     | 10  | Álex Palou W    | Chip Ganassi Racing                    | Honda | 01:06.5657 |
| 3     | 27  | Alexander Rossi | Andretti Autosport                     | Honda | 01:06.6657 |
| Bron: |     |                 |                                        |       |            |

#### Training 2
| Pos.  | No. | Coureur         | Team                                   | Motor     | Tijd       |
| ----- | --- | --------------- | -------------------------------------- | --------- | ---------- |
| 1     | 21  | Rinus VeeKay    | Ed Carpenter Racing                    | Chevrolet | 01:05.9264 |
| 2     | 5   | Patricio O'Ward | Arrow McLaren SP                       | Chevrolet | 01:06.0136 |
| 3     | 26  | Colton Herta    | Andretti Autosport with Curb-Agajanian | Honda     | 01:06.0434 |
| Bron: |     |                 |                                        |           |            |

### Kwalificatie
| Pos.  | No. | Coureur               | Team                                    | Motor     | Tijd       | Tijd       | Tijd       | Tijd       | Grid |
| Pos.  | No. | Coureur               | Team                                    | Motor     | Ronde 1    | Ronde 1    | Ronde 2    | Ronde 3    | Grid |
| Pos.  | No. | Coureur               | Team                                    | Motor     | Groep 1    | Groep 2    | Ronde 2    | Ronde 3    | Grid |
| ----- | --- | --------------------- | --------------------------------------- | --------- | ---------- | ---------- | ---------- | ---------- | ---- |
| 1     | 21  | Rinus VeeKay          | Ed Carpenter Racing                     | Chevrolet | N/A        | 01:06.5477 | 01:06.2732 | 01:06.2507 | 1    |
| 2     | 5   | Patricio O'Ward       | Arrow McLaren SP                        | Chevrolet | 01:06.2448 | N/A        | 01:06.1054 | 01:06.4003 | 2    |
| 3     | 10  | Álex Palou W          | Chip Ganassi Racing                     | Honda     | 01:06.3877 | N/A        | 01:06.3153 | 01:06.4415 | 3    |
| 4     | 3   | Scott McLaughlin      | Team Penske                             | Chevrolet | 01:06.0289 | N/A        | 01:06.1474 | 01:06.4967 | 4    |
| 5     | 27  | Alexander Rossi       | Andretti Autosport                      | Honda     | 01:06.3962 | N/A        | 01:06.1839 | 01:06.5549 | 5    |
| 6     | 7   | Felix Rosenqvist      | Arrow McLaren SP                        | Chevrolet | 01:06.3855 | N/A        | 01:06.2721 | 01:06.6410 | 6    |
| 7     | 2   | Josef Newgarden W     | Team Penske                             | Chevrolet | N/A        | 01:06.3799 | 01:06.3348 | N/A        | 7    |
| 8     | 28  | Romain Grosjean       | Andretti Autosport                      | Honda     | N/A        | 01:06.2000 | 01:06.3820 | N/A        | 8    |
| 9     | 15  | Graham Rahal          | Rahal Letterman Lanigan Racing          | Honda     | 01:06.5016 | N/A        | 01:06.6339 | N/A        | 9    |
| 10    | 26  | Colton Herta          | Andretti Autosport with Curb-Agajanian  | Honda     | N/A        | 01:06.3396 | 01:06.7295 | N/A        | 10   |
| 11    | 77  | Callum Ilott R        | Juncos Hollinger Racing                 | Chevrolet | N/A        | 01:06.6649 | 01:07.2000 | N/A        | 11   |
| 12    | 8   | Marcus Ericsson       | Chip Ganassi Racing                     | Honda     | N/A        | 01:06.7305 | 01:07.3561 | N/A        | 12   |
| 13    | 9   | Scott Dixon           | Chip Ganassi Racing                     | Honda     | 01:06.5142 | N/A        | N/A        | N/A        | 13   |
| 14    | 30  | Christian Lundgaard R | Rahal Letterman Lanigan Racing          | Honda     | N/A        | 01:06.7462 | N/A        | N/A        | 14   |
| 15    | 45  | Jack Harvey           | Rahal Letterman Lanigan Racing          | Honda     | 01:06.6511 | N/A        | N/A        | N/A        | 15   |
| 16    | 06  | Hélio Castroneves W   | Meyer Shank Racing                      | Honda     | N/A        | 01:06.8138 | N/A        | N/A        | 16   |
| 17    | 51  | Takuma Sato W         | Dale Coyne Racing with Rick Ware Racing | Honda     | 01:06.7541 | N/A        | N/A        | N/A        | 17   |
| 18    | 18  | David Malukas R       | Dale Coyne Racing with HMD Motorsports  | Honda     | N/A        | 01:06.8898 | N/A        | N/A        | 18   |
| 19    | 12  | Will Power W          | Team Penske                             | Chevrolet | 01:06.7775 | N/A        | N/A        | N/A        | 19   |
| 20    | 29  | Devlin DeFrancesco R  | Andretti Steinbrenner Autosport         | Honda     | N/A        | 01:07.0242 | N/A        | N/A        | 20   |
| 21    | 14  | Kyle Kirkwood R       | A. J. Foyt Enterprises                  | Chevrolet | 01:06.8213 | N/A        | N/A        | N/A        | 21   |
| 22    | 20  | Conor Daly            | Ed Carpenter Racing                     | Chevrolet | N/A        | 01:07.0350 | N/A        | N/A        | 22   |
| 23    | 4   | Dalton Kellett        | A. J. Foyt Enterprises                  | Chevrolet | 01:07.6869 | N/A        | N/A        | N/A        | 23   |
| 24    | 60  | Simon Pagenaud W      | Meyer Shank Racing                      | Honda     | N/A        | 01:07.1052 | N/A        | N/A        | 24   |
| 25    | 11  | Tatiana Calderón R    | A. J. Foyt Enterprises                  | Chevrolet | 01:07.9248 | N/A        | N/A        | N/A        | 25   |
| 26    | 48  | Jimmie Johnson        | Chip Ganassi Racing                     | Honda     | N/A        | 01:09.0075 | N/A        | N/A        | 26   |
| Bron: |     |                       |                                         |           |            |            |            |            |      |

- Vetgedrukte tekst geeft de snelste tijd in de sessie aan.

### Warmup
| Pos.  | No. | Coureur         | Team                    | Motor     | Tijd       |
| ----- | --- | --------------- | ----------------------- | --------- | ---------- |
| 1     | 77  | Callum Ilott R  | Juncos Hollinger Racing | Chevrolet | 01:07.0906 |
| 2     | 10  | Álex Palou W    | Chip Ganassi Racing     | Honda     | 01:07.1916 |
| 3     | 8   | Marcus Ericsson | Chip Ganassi Racing     | Honda     | 01:07.2745 |
| Bron: |     |                 |                         |           |            |

### Race
De race begon om 13:05 ET op 1 mei 2022.
| Pos.                                                                    | No. | Coureur               | Team                                    | Motor     | Rondes | Tijd          | Pit stops | Grid | Geleide ronden | Pts. |
| ----------------------------------------------------------------------- | --- | --------------------- | --------------------------------------- | --------- | ------ | ------------- | --------- | ---- | -------------- | ---- |
| 1                                                                       | 5   | Patricio O'Ward       | Arrow McLaren SP                        | Chevrolet | 90     | 01:48:39.4368 | 2         | 2    | 27             | 51   |
| 2                                                                       | 10  | Álex Palou W          | Chip Ganassi Racing                     | Honda     | 90     | +0.9800       | 2         | 3    | 4              | 41   |
| 3                                                                       | 21  | Rinus VeeKay          | Ed Carpenter Racing                     | Chevrolet | 90     | +12.4819      | 2         | 1    | 57             | 39   |
| 4                                                                       | 12  | Will Power W          | Team Penske                             | Chevrolet | 90     | +15.2616      | 2         | 19   |                | 32   |
| 5                                                                       | 9   | Scott Dixon           | Chip Ganassi Racing                     | Honda     | 90     | +22.8297      | 2         | 13   |                | 30   |
| 6                                                                       | 3   | Scott McLaughlin      | Team Penske                             | Chevrolet | 90     | +24.0649      | 2         | 4    |                | 28   |
| 7                                                                       | 28  | Romain Grosjean       | Andretti Autosport                      | Honda     | 90     | +24.5161      | 3         | 8    |                | 26   |
| 8                                                                       | 15  | Graham Rahal          | Rahal Letterman Lanigan Racing          | Honda     | 90     | +31.9173      | 2         | 9    |                | 24   |
| 9                                                                       | 27  | Alexander Rossi       | Andretti Autosport                      | Honda     | 90     | +33.2497      | 2         | 5    |                | 22   |
| 10                                                                      | 26  | Colton Herta          | Andretti Autosport with Curb-Agajanian  | Honda     | 90     | +33.5102      | 3         | 10   |                | 20   |
| 11                                                                      | 60  | Simon Pagenaud W      | Meyer Shank Racing                      | Honda     | 90     | +33.7418      | 2         | 24   |                | 19   |
| 12                                                                      | 8   | Marcus Ericsson       | Chip Ganassi Racing                     | Honda     | 90     | +34.4738      | 3         | 12   |                | 18   |
| 13                                                                      | 51  | Takuma Sato W         | Dale Coyne Racing with Rick Ware Racing | Honda     | 90     | +34.9140      | 2         | 17   |                | 17   |
| 14                                                                      | 2   | Josef Newgarden W     | Team Penske                             | Chevrolet | 90     | +35.6807      | 3         | 7    | 2              | 17   |
| 15                                                                      | 30  | Christian Lundgaard R | Rahal Letterman Lanigan Racing          | Honda     | 90     | +37.0416      | 2         | 14   |                | 15   |
| 16                                                                      | 7   | Felix Rosenqvist      | Arrow McLaren SP                        | Chevrolet | 90     | +41.6145      | 2         | 6    |                | 14   |
| 17                                                                      | 29  | Devlin DeFrancesco R  | Andretti Steinbrenner Autosport         | Honda     | 90     | +42.4511      | 2         | 20   |                | 13   |
| 18                                                                      | 45  | Jack Harvey           | Rahal Letterman Lanigan Racing          | Honda     | 90     | +1:02.3267    | 3         | 15   |                | 12   |
| 19                                                                      | 20  | Conor Daly            | Ed Carpenter Racing                     | Chevrolet | 90     | +1:03.2947    | 3         | 22   |                | 11   |
| 20                                                                      | 18  | David Malukas R       | Dale Coyne Racing with HMD Motorsports  | Honda     | 90     | +1:03.7435    | 2         | 18   |                | 10   |
| 21                                                                      | 06  | Hélio Castroneves W   | Meyer Shank Racing                      | Honda     | 90     | +1:04.5322    | 3         | 16   |                | 9    |
| 22                                                                      | 14  | Kyle Kirkwood R       | A. J. Foyt Enterprises                  | Chevrolet | 89     | +1 ronde      | 4         | 21   |                | 8    |
| 23                                                                      | 4   | Dalton Kellett        | A. J. Foyt Enterprises                  | Chevrolet | 89     | +1 ronde      | 3         | 23   |                | 7    |
| 24                                                                      | 48  | Jimmie Johnson        | Chip Ganassi Racing                     | Honda     | 89     | +1 ronde      | 3         | 26   |                | 6    |
| 25                                                                      | 77  | Callum Ilott R        | Juncos Hollinger Racing                 | Chevrolet | 88     | +2 rondes     | 3         | 11   |                | 5    |
| 26                                                                      | 11  | Tatiana Calderón R    | A. J. Foyt Enterprises                  | Chevrolet | 88     | +2 rondes     | 3         | 25   |                | 5    |
| Snelste ronde: Álex Palou (Chip Ganassi Racing) – 01:08.1541 (ronde 62) |     |                       |                                         |           |        |               |           |      |                |      |
| Bron:                                                                   |     |                       |                                         |           |        |               |           |      |                |      |

## Tussenstanden kampioenschap
| Pos. | Coureur          | Punten |
| ---- | ---------------- | ------ |
| 1.   | Álex Palou       | 144    |
| 2.   | Scott McLaughlin | 141    |
| 3.   | Josef Newgarden  | 135    |
| 4.   | Will Power       | 134    |
| 5.   | Patricio O'Ward  | 114    |

| Pos. | Team      | Punten |
| 1.   | Chevrolet | 365    |
| 2.   | Honda     | 283    |